# I sem ponto

I com ponto e sem ponto em maiúsculas e minúsculas.

O ı (I sem ponto) é uma grafia usada nos alfabetos turco, azeri e tártaro que provém da variação do I latino usado sem ponto. Em todas estas línguas representa o som de uma vogal fechada posterior não redonda, cujo símbolo fonético é /ɯ/.
Para diferencia-la da I com ponto utiliza-se duas formas distintas:
I ı para o I sem ponto
İ i para o I com ponto
Por exemplo, o nome da cidade turca de Diyarbakır, utiliza os dois I, no entanto, troca sua pronunciação.

## Ligações com I ou İ
As sílabas fi ou ffi podem provocar o desaparecimento do ponto da i ao unir-se com a curva superior da f minúscula. Geralmente, isto pode acontecer em várias fontes e deve ser evitado para não produzir más interpretações. Muitos celulares não possuem a ı turca, o que também pode causar interpretações erróneas.